# Сампайо, Гонсалу Антониу да Силва Феррейра
Гонсалу Антониу да Силва Феррейра Сампайо (порт. Gonçalo António da Silva Ferreira Sampaio или порт. Gonçalo Sampaio, 29 марта 1865 — 27 июля 1937) — португальский ботаник, профессор ботаники, миколог, натуралист (естествоиспытатель).

## Биография
Гонсалу Антониу да Силва Феррейра Сампайо родился в районе Калвуш 29 марта 1865 года.
В 1885 году он поступил в Escola Normal. Между 1909 и 1914 годом Сампайо опубликовал Manual da Flora Portuguesa — основную работу по национальной флоре. В 1912 году он был назначен профессором ботаники на вновь созданном факультете естественных наук в Университете Порту. Гонсалу Антониу да Силва Феррейра описал более 320 видов растений, в том числе около 50 новых видов сосудистых растений.
Гонсалу Антониу да Силва Феррейра Сампайо умер в Порту 27 июля 1937 года в возрасте 72 лет.

## Научная деятельность
Гонсалу Антониу да Силва Феррейра Сампайо специализировался на папоротниковидных, водорослях, семенных растениях и на микологии.

## Научные работы
- Flora de Portugal.
- Estudo sobre a flora nos arredores do Porto (1900).
- Manual da Flora Portuguesa (1909—1914).
- Estudos Botânicos (1912).